# أكسل غوميز
أكسل غوميز (بالإسبانية: Axel Gómez)‏ هو لاعب كرة قدم هندوراسي في مركز الدفاع، ولد في 28 يونيو 2000 في تيغوسيغالبا في هندوراس. لعب مع نادي ديبورتيفو أوليمبيا.

## وصلات خارجية
- أكسل غوميز على موقع قاعدة بيانات كرة القدم.إي يو (الإنجليزية)
- أكسل غوميز على موقع Soccerway.com (الإنجليزية)